# Френденберг (Рур)
Френденберг (њем. Fröndenberg/Ruhr) град је у њемачкој савезној држави Северна Рајна-Вестфалија. Једно је од 10 општинских средишта округа Уна. Према процјени из 2010. у граду је живјело 22.266 становника. Посједује регионалну шифру (AGS) 5978012, NUTS (DEA5C) и LOCODE (DE FDB) код.

## Географски и демографски подаци
Френденберг се налази у савезној држави Северна Рајна-Вестфалија у округу Уна. Град се налази на надморској висини од 180 метара. Површина општине износи 56,2 km². У самом граду је, према процјени из 2010. године, живјело 22.266 становника. Просјечна густина становништва износи 396 становника/km².

## Међународна сарадња
| Мјесто   | Држава    | Врста сарадње | Од    |
| -------- | --------- | ------------- | ----- |
| Виншотен | Холандија | партнерство   | 1989. |
|          | Француска | партнерство   | 1964. |
| Извор    |           |               |       |